# 絲島半島

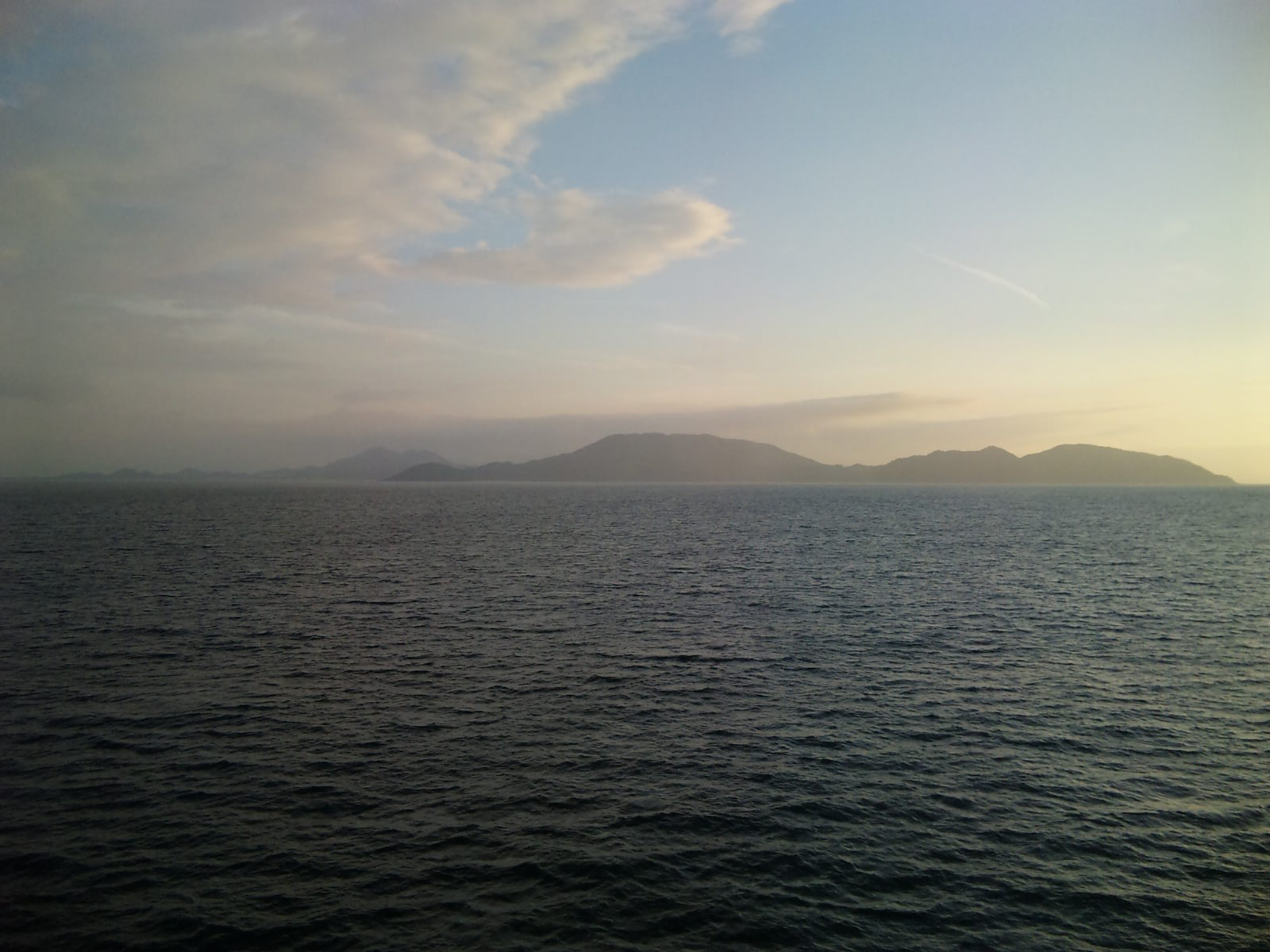
從玄界灘望絲島半島

絲島半島（日语：／ Itoshimabandō */?）位於日本九州福岡縣西北部，為面臨玄界灘突出的半島。其領域包括福岡市西區和2010年新成立的絲島市。
絲島半島一帶多認為是古代伊都國的所在地，目前有大量文物出土。在日本的古代史上如萬葉集、和名抄上多有記錄，其表記的名字為「怡土」。在許多史學家不斷的努力之下，最終在該半島北部發現了彌生時代的水田遺址。